# Vallet
Vallet település Franciaországban, Loire-Atlantique megyében. Lakosainak száma 9524 fő (2022. január 1.). Vallet Le Landreau, La Chapelle-Heulin, Mouzillon, Le Pallet, La Regrippière, La Remaudière és Sèvremoine községekkel határos.

## Népesség
A település népessége az elmúlt években az alábbi módon változott:
| Lakosok száma | 4603 | 5717 | 6116 | 7906 | 8625 | 8838 | 9015 | 9460 | 9412 | 9524 |
|               | 1968 | 1982 | 1990 | 2006 | 2013 | 2015 | 2017 | 2019 | 2020 | 2022 |